# 藤村あゆみ
藤村 あゆみ（ふじむら あゆみ）は、日本の漫画家・イラストレーター。

## 来歴・人物
エンターブレインが発行したアンソロジー『テイルズ オブ デスティニー2』第1巻の漫画掲載（10P）でデビュー。
その後2005年に創刊された一迅社刊行の『月刊ComicREX』にて『テイルズ オブ レジェンディア』を連載開始し、2009年1月号をもって3年間の連載が終了した。
『月刊ComicREX』で、創刊からの連載陣の中で唯一休載することなく連載を続けた作家でもある。
2011年2月号より、コミックZERO-SUMにて、キャラクターデザインを担当した『グリオットの眠り姫』を連載していた。

## 作品リスト

### 漫画作品

#### 連載
- テイルズ オブ レジェンディア（原作：バンダイナムコゲームス、『月刊ComicREX』2006年1月号 - 2009年1月号）
- 王子さまLV2 THE COMIC（原作：アリスブルー、『B's LOG』連載）
- ティンダーリアの種（原作：霜月はるか&日山尚、『コミックZERO-SUM増刊WARD』連載）
- グリオットの眠り姫（原作：霜月はるか&日山尚、『コミックZERO-SUM』連載）
- 森の端っこのちび魔女さん@COMIC（原作：夜凪、キャラクター原案：緋原ヨウ、『コロナEX』2024年6月17日 - 連載中）

#### 読み切り
- とべない羽で（『テイルズ オブ デスティニー2 アンソロジーコミック』1巻、2003年） - 『テイルズ オブ デスティニー2』のアンソロジー寄稿作品。
- 苦肉の策（『テイルズ オブ ザ ワールド なりきりダンジョン3 4コママンガ劇場』2005年） - 『テイルズ オブ ザ ワールド なりきりダンジョン3』のアンソロジー寄稿作品。
- 荒野の花（『テイルズ オブ ジ アビス アンソロジーコミック』1巻、2006年） - 『テイルズ オブ ジ アビス』のアンソロジー寄稿作品。
- そのままのあなたに（『テイルズ オブ ジ アビス アンソロジーコミック』2巻、2007年） - 『テイルズ オブ ジ アビス』のアンソロジー寄稿作品。
- ルークの悩み（『テイルズ オブ ジ アビス コミックアンソロジー』2巻、2006年） - 『テイルズ オブ ジ アビス』のアンソロジー寄稿作品。
- Fortune Eyes（フォーチューン アイズ）（『電撃「マ）王』2009年1月号・2月号）
- テイルズ オブ ハーツ（『電撃「マ）王』2009年3月号）
- ティンダーリアの種 外伝（霜月はるか）同梱コミック

### イラスト
- テイルズ オブ ジ アビス アンソロジーコミック（メディアワークス）第1・2巻 巻頭イラスト
- テイルズ オブ ザ ワールド なりきりダンジョン 4コママンガ劇場 折り返しイラスト
- テイルズ オブ ジ アビス コミックアンソロジーEX（スクウェア・エニックス刊）第1巻 裏表紙イラスト
- テイルズ オブ ヴェスペリア コミックアンソロジー（一迅社刊）第1巻 表紙イラスト
- テイルズ オブ ヴェスペリア 4コマKINGS（一迅社刊） 第1巻 表紙イラスト
- ティンダーリアの種 （霜月はるか）ジャケット・ブックレットイラスト
- 「マ）王イラストギャラリー 電撃「マ）王（メディアワークス）2007年7月号 イラスト
- グリオットの眠り姫 （霜月はるか）ジャケット・ブックレットイラスト
- グリオットの眠り姫　消えない欠片 著：日山尚（一迅社文庫アイリス）表紙・ピンナップ・挿絵

### 書籍
- 『テイルズ オブ レジェンディア』、原作：バンダイナムコゲームス、一迅社〈REXコミックス〉2006年 - 2009年、全6巻
- 『王子さまLV2 THE COMIC』、原作：アリスブルー、エンターブレイン〈B's LOG COMICS〉2006年、全1巻
- 『ティンダーリアの種』、原作：霜月はるか&日山尚、一迅社〈ZERO-SUMコミックス〉2009年 - 2010年、全2巻
- 『グリオットの眠り姫』、原作：霜月はるか&日山尚、一迅社〈ZERO-SUMコミックス〉2011年 - 2012年、全3巻
- 『森の端っこのちび魔女さん@COMIC』、原作：夜凪、キャラクター原案：緋原ヨウ、TOブックス〈コロナ・コミックス〉2025年 - 、既刊1巻（2025年1月15日現在）
  1. 2025年1月15日発売[1][2]、ISBN 978-4-86794-410-3

## その他
チャリティ活動にも取り組んでおり、東日本大震災の被災者を支援する為に他の漫画家と共同で東日本大震災チャリティ同人誌「pray for Japan」で執筆する。